# Friedrich Karl Johannes Thiele
Friedrich Karl Johannes Thiele (1865-1918) va ser un químic alemany. Fou professor en diverses universitats.
Va desenvolupar tècniques de laboratori relacionades amb l'aïllament de compostos orgànics. El 1917 descriu un dispositiu per a la determinació precisa dels punts de fusió anomenat des de llavors tub de Thiele en honor seu.
Thiele va néixer a Ratibor, Prússia, ara Racibórz, Polònia. Va estudiar Matemàtiques a la Universitat de Breslau, però més tard va estudiar Química, rebent el seu doctorat a la Universitat de Halle en 1890. Va ser professor a la Universitat de Múnic des de 1893 fins a 1902, data en què va ser nomenat professor de Química a la Universitat d'Estrasburg.
Va desenvolupar la preparació de glioxal bis(guanilhidrazona).
Després de la proposta de Kekulé per a l'estructura del benzè en 1865, va suggerir una "hipòtesi de valència parcial", que es referia als dobles i triples enllaços carboni-carboni amb la que explicava la seva reactivitat en particular. En 1899 això el va portar a la predicció de la ressonància existent en el benzè i va proposar una estructura de ressonància, mitjançant l'ús d'un cercle trencat per representar els enllaços parcials. Més endavant aquest problema es va resoldre per complet amb l'arribada de la teoria quàntica.
L'any 1899, Thiele va ser cap de Química Orgànica de l'Acadèmia de Ciències de Baviera a Múnic. Amb el seu soci Otto Holzinger, va sintetitzar un nucli iminodibencilic: dos anells de benzè units entre si per un àtom de nitrogen i un pont d'etilè.
Va descobrir la condensació de cetones i aldehids amb ciclopentadiè com una ruta per obtenir fulvens. També va descobrir que aquestes espècies de colors intensos estaven relacionades amb derivats isomèrics del benzè.
Segons un dels seus estudiants Heinrich Otto Wieland (Premi Nobel de Química l'any 1927), Thiele tenia una especial aversió a la química de productes naturals.